# Eragrostis cylindrica
Eragrostis cylindrica är en gräsart som först beskrevs av William Roxburgh, och fick sitt nu gällande namn av George Arnott Walker Arnott. Eragrostis cylindrica ingår i släktet kärleksgrässläktet, och familjen gräs. Inga underarter finns listade i Catalogue of Life.